# دریاچه بریخچالی

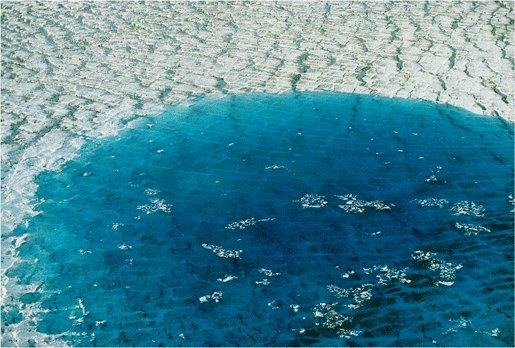
یک دریاچه بریخچالی بر روی سطح
یخچال برینگ در سال ۱۹۹۵.

دریاچه بریخچالی (انگلیسی: Supraglacial lake) به هر آبگیر یا حوضچه آب مایع بر روی یخچال طبیعی گفته می‌شود. اگرچه این آبگیرها فصلی و زودگذر هستند، ولی قطر آن‌ها ممکن است به کیلومترها برسد و عمق آن‌ها چندین متر باشد. این دریاچه‌ها ممکن است در یک بازه زمانی چند ماهه یا حتی چند دهه‌ دوام بیاورند، اما در عین حال می‌توانند در طول چند ساعت تخلیه شوند.
دریاچه‌های بریخچالی ممکن است در اثر ذوب سطحی در طول ماه‌های تابستان یا در طول سال بر اثر بارندگی، مانند باران‌های موسمی ایجاد شوند. این دریاچه‌ها ممکن است با سرریز شدن از اطراف خود یا ایجاد یک چاه یخچالی (مولین) از بین بروند.